# Schizotypische Persönlichkeitsstörung
Eine schizotypische Persönlichkeitsstörung (STP) oder schizotype Störung zeichnet sich durch ein tiefgreifendes Verhaltensdefizit im zwischenmenschlichen und psychosozialen Bereich aus. Das äußert sich in Verhaltenseigentümlichkeiten, mangelnder Fähigkeit zu engen persönlichen Beziehungen und Verzerrungen in Denken und Wahrnehmung. Das Auftreten ist oft schrullig und exzentrisch.
Diese Persönlichkeitsstörung ist insgesamt noch wenig erforscht. Es wird von 0,5–3 % Betroffenen in der Bevölkerung ausgegangen, in der hochgradigen Ausprägung sogar nur von 0,05–0,1 % der Bevölkerung.
Die schizotype Störung zeigt einen chronischen Verlauf mit unterschiedlicher Intensität. Obwohl sie gelegentlich in eine eindeutige Schizophrenie übergeht (bis zu 1⁄4 der Fälle), entwickelt die Mehrheit der betroffenen Menschen nie eine Psychose. Es lässt sich kein exakter Beginn feststellen; Entwicklung und Verlauf entsprechen gewöhnlich einer Persönlichkeitsstörung. Die schizotype Störung findet sich häufiger bei Personen mit manifest Erkrankten aus dem schizophrenen Spektrum in der Familie. Man nimmt daher an, dass sie einen Teil des genetischen Spektrums der Schizophrenie verkörpert und eine abgeschwächte Form darstellt.

## Zum Begriff
Es gibt eine Reihe veralteter Bezeichnungen für die schizotype Störung, z. B. Borderline-Schizophrenie, latente schizophrene Reaktion oder pseudoneurotische Schizophrenie. Der Begriff „schizotypisch“ war ursprünglich als Abkürzung für „schizophrener Phänotypus“ gedacht. Er wurde 1956 von Sándor Radó geprägt und bezog sich auf Personen, die seiner Meinung nach ein genetisches Bindeglied zur Schizophrenie gemeinsam hätten, aber kein psychotisches Verhalten zeigten. Paul Meehl baute diese Idee dann in seinen Arbeiten zur Schizotaxie weiter aus.

## Beschreibung
Die schizotypische Persönlichkeitsstörung ist durch einen oftmals unfreiwilligen sozialen Rückzug gekennzeichnet. Nur selten knüpfen Schizotypische soziale Kontakte, und es fällt ihnen schwer, diese aufrechtzuerhalten, da ihr Misstrauen gegen Menschen groß ist. Auch durch längeres Zusammensein wird dieses nicht abgebaut, sondern eher stärker. Nicht selten steigert sich dies zu einem reizbaren und aggressiven Verhalten. Mitmenschen fällt ihr unzugängliches, gemütsarmes und gleichgültig wirkendes Verhalten auf.
Als typisch wird ein unkonventionelles Verhalten beschrieben, das sich in einem skurrilen und grotesken bis ungepflegten äußeren Erscheinungsbild oder einer idiosynkratischen Sprache äußert.  Auch bei kreativen Arbeiten heben sie sich gelegentlich von der Allgemeinheit durch außergewöhnliche Kunstwerke ab, die ihrer hohen Sensibilität zu verdanken sind. Hochgradig Schizotypische sind jedoch selten künstlerisch begabt, sondern denken und handeln eher technisch-funktionell und abstrakt.
Das übersensible Naturell von Menschen mit einer schizotypischen Persönlichkeitsstörung verursacht eine Reizüberflutung. Deshalb bauen sie häufig einen „seelischen Schutzwall“ auf, der aber auch den Ausdruck von Gefühlen verhindert. In Krisensituationen fällt ihnen logisches Denken schwer und sie haben Probleme, unwichtige von wichtigen Informationen zu unterscheiden.

## Diagnose

### Nach DSM
Im DSM-5 gehört die schizotypische Persönlichkeitsstörung zusammen mit der schizoiden und der paranoiden Persönlichkeitsstörung zu den schizophrenienahen Persönlichkeitsstörungen (Cluster A).
Es handelt sich dabei um ein tiefgreifendes Muster sozialer und zwischenmenschlicher Defizite, das durch mangelnde Fähigkeit zu engen Beziehungen oder akutes Unbehagen darin gekennzeichnet ist. Weiterhin treten Verzerrungen der Wahrnehmung oder des Denkens und eigentümliches Verhalten auf. Die Störung beginnt im frühen Erwachsenenalter und zeigt sich in verschiedenen Situationen. Wenigstens fünf der folgenden Kriterien müssen erfüllt sein:
1. Beziehungsideen (jedoch kein Beziehungswahn),
2. Seltsame Überzeugungen oder magische Denkinhalte, die das Verhalten beeinflussen und nicht mit den Normen der jeweiligen subkulturellen Gruppen übereinstimmen (z. B. Aberglaube, Glaube an Hellseherei, Telepathie oder an den „sechsten Sinn“; bei Kindern und Jugendlichen bizarre Fantasien und Beschäftigungen),
3. Ungewöhnliche Wahrnehmungserfahrungen einschließlich körperbezogener Illusionen,
4. Seltsame Denk- und Sprechweise (z. B. vage, umständlich, metaphorisch, übergenau, stereotyp),
5. Argwohn oder paranoide Vorstellungen,
6. Inadäquater oder eingeschränkter Affekt,
7. Verhalten oder äußere Erscheinung sind seltsam, exzentrisch oder merkwürdig,
8. Mangel an engen Freunden oder Vertrauten außer Verwandten ersten Grades,
9. Ausgeprägte soziale Angst, die nicht in zunehmender Vertrautheit abnimmt und die eher mit paranoiden Befürchtungen als mit negativer Selbstbeurteilung zusammenhängt.

Die Symptome dürfen nicht durch eine andere Störung besser erklärt werden können (z. B. Schizophrenie, eine bipolare Störung oder depressive Störung mit psychotischen Merkmalen, eine andere psychotische Störung oder eine Autismus-Spektrum-Störung).

### Nach ICD
Im ICD-10 ist die schizotype Störung (F21) nicht den Persönlichkeitsstörungen zugeordnet, sondern den „schizophrenen und wahnhaften Störungen“.
Es handelt sich um eine Störung mit exzentrischem Verhalten und Anomalien des Denkens und der Stimmung, die schizophren wirkt, obwohl nie eindeutige und charakteristische Symptome aufgetreten sind. Es gibt kein beherrschendes oder typisches Merkmal. Die Betroffenen haben über einen Zeitraum von mindestens zwei Jahren mindestens vier der folgenden Merkmale entweder ununterbrochen oder wiederholt gezeigt:
1. Unangepasster und eingeengter Affekt, so dass die Betroffenen kalt und unnahbar erscheinen,
2. Seltsame(s), exzentrische(s) und eigentümliche(s) Verhalten und Erscheinung,
3. Wenig soziale Bezüge und Tendenz zu sozialem Rückzug,
4. Sonderbare Ansichten, bizarre Ideen oder magisches Denken, das das Verhalten beeinflusst und nicht mit subkulturellen Normen übereinstimmt,
5. Misstrauen oder paranoide Vorstellungen,
6. Zwanghaftes Grübeln ohne inneren Widerstand, oft mit dysmorphophoben, sexuellen oder aggressiven Inhalten,
7. Ungewöhnliche Wahrnehmungen, einschließlich Körpergefühlsstörungen, Illusionen, Depersonalisations- oder Derealisationserleben,
8. Vages, umständliches metaphorisches, gekünsteltes und oft stereotypes Denken, das sich in einer seltsamen Sprache oder auf andere Weise äußert, ohne deutliche Zerfahrenheit,
9. Gelegentliche, vorübergehende quasi-psychotische Episoden mit intensiven Illusionen, akustischen oder anderen Halluzinationen und wahnähnlichen Inhalten; diese Episoden treten im Allgemeinen ohne äußere Veranlassung auf.

### Abgrenzung
Ein großes Problem bei der Diagnose ist die Überlappung mit anderen Krankheiten.

#### Andere Persönlichkeitsstörungen
Schizotypische Personen haben die gleichen zwischenmenschlichen Probleme wie schizoide Personen. Allerdings mit dem Unterschied, dass Schizotypische unter der sozialen Isoliertheit leiden, während Schizoide anscheinend keinen Wert auf zwischenmenschliche Kontakte legen. Zudem zeigen Schizoide in der Regel nicht solche Auffälligkeiten wie magisches Denken, bizarre Überzeugungen und seltsame Sprechweisen.
Der größte Unterschied zur Borderline-Persönlichkeitsstörung ist die fehlende Impulsivität und Stimmungslabilität. Auch sind Borderliner eher extravertiert und kontaktfreudig, wenngleich ihre Beziehungen selten stabil sind. Narzisstische Persönlichkeiten weisen ein ausgeprägteres Selbstbewusstsein auf, jedenfalls nach außen hin, und sind viel eher in der Lage, Kontakte herzustellen, wenngleich diese häufig eine egoistische Ausprägung haben.
Bei sozialer Phobie und ängstlich-vermeidender Persönlichkeitsstörung ist es die Angst vor dem Werturteil der anderen, die den Betroffenen den Kontakt erschwert. Schizotypische hingegen sorgen sich eher darum, dass andere sie ausnutzen oder ihnen schaden wollen.

#### Schizophrenien
Schizophrene Störungen können ähnliche Symptome aufweisen, aber mit stärkerer Ausprägung in Form von Wahnvorstellungen und Halluzinationen. Sie stellen eine häufige Fehldiagnose dar. Dabei ist zu beachten, dass bis zu 25 % aller schizotypischen Personen tatsächlich zusätzlich eine Psychose entwickeln.
Überschneidungen gibt es auch besonders zu den bei der Schizophrenia simplex auftretenden Negativsymptomen (Willensschwäche, verarmtes Denken und verflachter Affekt). Bei der schizotypen Störung handelt es sich jedoch um ein lebenslang gleichbleibendes Muster, während die Schizophrenia simplex einen plötzlichen Verfall bei vorher unauffälligen Menschen darstellt.

#### Autismus
Auch die Abgrenzung von dem in der Kindheit beginnenden Asperger-Syndrom ist nicht einfach, vor allem da einige Menschen mit Autismus zusätzlich schizotype Merkmale zeigen. Bei den Störungen des Autismus-Spektrums stehen jedoch Symptome wie eingeschränkte Erlebnis- und Ausdrucksfähigkeit, paranoide Vorstellungen und Argwohn nicht im Zentrum. Schizotypische Persönlichkeiten erkennen soziale Hinweise (Gestik, Mimik etc.) zwar meist, überinterpretieren sie aber dann in eher misstrauischer Weise („Hyper-Mentalizing“). Personen mit Asperger-Syndrom haben mehr Probleme damit, soziale Zeichen überhaupt wahrzunehmen und zu lesen („Hypo-Mentalizing“).
Im Unterschied zu vielen autistischen Menschen verfügen schizotypische Personen auch durchaus über eine Theory of Mind (ToM). In der Imprinted Brain Theory von Bernard Crespi (wonach Autismus und Psychosen gegensätzliche Extreme sein sollen) werden schizotype PS und Asperger-Syndrom gegenübergestellt, analog als jeweils abgeschwächte Form.

## Ursachen
Es wird eine multikausale Entstehungsgeschichte vermutet. Als mögliche Ursachen werden unter anderem genannt:
- Genetische Veranlagung: Schizotypische Persönlichkeiten findet man häufig in Familien, in denen es Fälle von Schizophrenie gibt. Es wird daher von einer gemeinsamen genetischen Disposition für beide Krankheiten ausgegangen. Die Häufigkeit der schizotypischen PS unter den erstgradigen Verwandten schizophrener Patienten beträgt etwa 7–14 %. Erste molekulargenetische Untersuchungen zeigen eine gewisse Überlappung mit dem velokardiofazialen Syndrom und schwächer mit dem fragiles-X-Syndrom[1]
- Frühkindliche Traumatisierungen: Menschen mit einer schizotypischen Persönlichkeitsstörung berichten häufig über Erfahrungen von sexuellem Missbrauch und körperlicher Misshandlung. Auch eine schwere Geburt kommt als traumatische Erfahrung in Betracht.
- Frühkindliche Vernachlässigung: Viele schizotypische Personen konnten in ihrer Kindheit keine enge Verbindung zu ihren Eltern aufbauen, sei es, weil sie (oder einer von ihnen) ihrer Verantwortung nicht gerecht wurden, oder sei es, weil sie (oder einer von ihnen) ebenfalls psychisch krank sind. Auch Hospitalismus kommt als Ursache in Betracht.

## Neurobiologie
Neue Ergebnisse aus Neurobiologie und Neuroimaging belegen zunehmend die Verwandtschaft der schizotypischen Persönlichkeitsstörung mit den schizophrenen Psychosen. So beobachtete man etwa bei beiden Störungen in der Bildgebung ein geringfügig kleineres Gehirnvolumen im Striatum sowie im parietalen und temporalen Kortex. Bei Schizophrenie jedoch waren diese anatomischen Strukturveränderungen stärker ausgeprägt und betrafen zusätzlich noch das Frontalhirn.
fMRT-Studien bestätigen zwar ebenfalls bei schizotypen Menschen frontale Unteraktivierungen bei geistigen Herausforderungen. Doch können sie anders als schizophren Erkrankte anscheinend dort weitere Areale aktivieren (z. B. den frontopolaren präfrontalen Kortex), um Leistungseinbußen auszugleichen. Möglicherweise können diese besseren frontalen Kapazitäten einen gewissen Schutz vor dem Ausbruch einer Psychose bieten. Auch in neuropsychologischen Tests zeigt sich, dass schizotype Menschen sich in ihren exekutiven Funktionen zwischen gesunden Personen und Schizophreniebetroffenen befinden: Während schizophrene Patienten hier durchschnittlich um zwei Standardabweichungen unter der Kontrollgruppe liegen, weichen schizotype Patienten etwa um eine Standardabweichung ab.

## Behandlung
Schizotypische Personen suchen aus Eigeninitiative selten eine Behandlung auf. Oft sträuben sie sich anfangs sogar dagegen. Sie lassen sich meist nur dann auf eine Therapie ein, wenn sie dazu überredet oder gezwungen werden oder wenn sie zusätzliche Probleme entwickeln wie Depressionen oder Sucht.

### Medikamente
Eine medikamentöse Behandlung scheint daher nur dann sinnvoll, wenn sie auf einer vertrauensvollen therapeutischen Beziehung aufbaut. Ansonsten kommt es oft zu einer geringen Einnahmetreue aufgrund von Vorbehalten gegenüber Medikamenten oder zu einem Therapieabbruch. Dann greift man grundsätzlich immer auf Substanzen aus der Gruppe der sogenannten atypischen Neuroleptika zurück (z. B. Risperidon, Aripiprazol, Olanzapin und Quetiapin). Diese Medikamente gelten laut aktuellem Stand der Wissenschaft (April 2017) als das Modernste, was zur Behandlung einer schizotypischen Persönlichkeitsstörung momentan zur Verfügung steht. Trotzdem muss erwähnt werden, dass selbst diese modernen Medikamente nicht bei jedem Patienten wirken und es durchaus zu einigen Nebenwirkungen kommen kann.
Bei akuten Angst- und Panikattacken werden Beruhigungsmittel aus der Gruppe der Benzodiazepine verwendet, etwa Alprazolam oder Dikaliumclorazepat. Diese sind jedoch aufgrund des Suchtpotentials nur für den kurzfristigen Einsatz gedacht.

### Psychotherapie
Ebenfalls ist es in den meisten Fällen erforderlich, frühestmöglich eine umfassende und langfristige Behandlung durch geeignete Psychotherapeuten zu beginnen. Dabei kommen vorrangig kognitive Verhaltenstherapie, unterstützende und tiefenpsychologische Verfahren infrage. Ziel kann z. B. die Veränderung von paranoiden Überzeugungen und Wahrnehmungsverzerrungen hin zu realistischeren Bewertungen sein. Soziotherapeutische Maßnahmen wurden ebenfalls untersucht und sind erfolgversprechend.

## Beispielpersönlichkeiten
Der Psychiater Hans Förstl ist nach Studien zu König Ludwig II. mit der These an die Öffentlichkeit gegangen, dass die zu Ludwigs Zeit als „Paranoia“ diagnostizierte Disposition des bayerischen Königs nach modernen Kriterien eindeutig als „schizotype Störung“ einzustufen sei.